# IC 309
IC 309 је лентикуларна галаксија у сазвјежђу Персеј која се налази на листи објеката дубоког неба у Индекс каталогу.
Деклинација објекта је + 40° 48' 17" а ректасцензија 3h 16m 6,2s. Привидна величина (магнитуда) објекта IC 309 износи 13,8 а фотографска магнитуда 14,8. IC 309 је још познат и под ознакама MCG 7-7-43, CGCG 540-72, PGC 12141.